# بوربيتو
بوربيتو (بالفريولية: Porpêt) هي بلدية تقع في مقاطعة أوديني في منطقة فريولي فينيتسيا جوليا الإيطالية، وتقع على بعد حوالي 50 كيلومترا (31 ميل) شمال غرب تريست، وحوالي 25 كيلومترا (16 ميل) جنوب أوديني، واعتبارا من 31 ديسمبر 2004، كان عدد سكانها 2,717 نسمة، ومساحتها 19.7 كيلومتر مربع (7.6 ميل مربع).
وتحتوي بلدية بوربيتو على فرازيوني (التقسيمات الفرعية، ولاسيما القرى والنجوع) كاستيلو وكورنيولو وفوريدانا وبامبالونا، ويعبر النهر كورنو  خلالها.
تقع بوربيتو على حدود البلديات التالية: كاستيون دي سترادا، وغونارس، وسان جورجيو دي نوغارو، وتورفيسكوزا.

## روابط خارجية
- www.comune.porpetto.ud.it